# Sebenico (cacciatorpediniere)
Il Sebenico è stato un cacciatorpediniere della Regia Marina.

## Storia
Costruito come Beograd per la Marina jugoslava, rimase in servizio per poco tempo sotto tale bandiera: il 17 aprile 1941, in seguito all'invasione della Jugoslavia, venne catturato a Cattaro, danneggiato, dalle truppe italo-tedesche.
Incorporato nella Regia Marina e rimesso in efficienza, il Beograd fu ribattezzato Sebenico, venendo assegnato alla I^ squadriglia cacciatorpediniere.
Il 12 ottobre 1941 lasciò Trapani di scorta, insieme al cacciatorpediniere da Recco ed alla vecchia torpediniera Cascino, ai piroscafi Nirvo e Bainsizza ed al rimorchiatore Max Barendt, diretti in Libia; il 14 ottobre il Bainsizza fu danneggiato da aerosiluranti in posizione 34°15' N e 12°12' E, affondando l'indomani mentre era in corso il tentativo di rimorchio da parte del rimorchiatore Ciclope.
Dal 16 al 19 ottobre fece parte della scorta (cacciatorpediniere Folgore, Fulmine, Usodimare, da Recco, Gioberti) di un convoglio in navigazione da Napoli a Tripoli (trasporti Beppe, Marin Sanudo, Probitas, Paolina e Caterina), cui si aggregarono poi il motopeschereccio Amba Aradam e la torpediniera Cascino; il Beppe fu silurato il 18 dal sommergibile HMS Ursula, dovendo essere preso a rimorchio dal rimorchiatore Max Barendt ed assistito dal Da Recco e dalla torpediniera Calliope (giunse a Tripoli il 21), mentre il Caterina affondò nel punto a 62 miglia per 350° da Tripoli in seguito ai danni riportati in un attacco aereo; il resto del convoglio giunse a Tripoli il 19.
Il 23 novembre lasciò Tripoli insieme alla torpediniera Centauro per fornire scorta, nell'ultimo tratto di navigazione, alla moderna motonave Fabio Filzi proveniente da Trapani con la scorta dei cacciatorpediniere Saetta ed Usodimare.
Alle 13 del 28 marzo 1942 salpò da Patrasso di scorta, insieme all'incrociatore ausiliario Città di Napoli ed alle torpediniere San Martino, Castelfidardo, Mosto e Bassini, ad un convoglio composto dai trasporti truppe Galilea, Francesco Crispi, Italia e Viminale e dai mercantili Ardenza (od Aventino) e Piemonte diretti a Bari; alle 23.45 di quel giorno il sommergibile britannico Proteus silurò il Galilea e, mentre il resto del convoglio (eccetto la Mosto) proseguiva, giungendo a Bari il giorno seguente, il Galilea s'inabissò alle 3.50 del 29 marzo in posizione 4°93' N e 20°05' E: nel disastro persero la vita 995 uomini.
Alla proclamazione dell'armistizio il Sebenico si trovava in cantiere a Venezia ed il 9 settembre 1943 vi fu catturato dai tedeschi.
Fino ad allora il Sebenico aveva svolto ben 190 missioni di guerra, percorrendo complessivamente 42.000 miglia.
Incorporato nella Kriegsmarine, fu ridenominato TA 43, entrando in servizio sotto la nuova bandiera il 17 gennaio 1944.
Il 1º maggio 1945 (altre fonti indicano il 4 od il 5 del mese), all'occupazione jugoslava di Trieste, si autoaffondò nel porto della città.
Il relitto affiorava in parte dall'acqua e la Marina jugoslava decise di recuperarlo per rimetterlo in servizio. I lavori iniziarono nel 1946 ma, quando erano ormai prossimi al termine, si decise di rinunciare al ripristino.
Il relitto venne smantellato tra il 1948 ed il 1949.

### Comandanti
- Capitano di corvetta Andrea Brancatelli (nato a Sant'Agata di Militello il 30 settembre 1907) (dall'ottobre 1941 al 4 gennaio 1942)
- Capitano di corvetta Luca Goretti de' Flamini (nato a Firenze il 3 dicembre 1907) (dal 5 gennaio 1942 al 9 settembre 1943)